# دوینو گورین
دوینو گورین (انگلیسی: Duino Gorin؛ زادهٔ ۲۶ مارس ۱۹۵۱) بازیکن فوتبال اهل ایتالیا است.
از باشگاه‌هایی که در آن بازی کرده‌است می‌توان به باشگاه فوتبال ونتزیا، باشگاه فوتبال مونتسا، باشگاه فوتبال چزنا، باشگاه فوتبال آ.ث. میلان، و باشگاه فوتبال وارزه اشاره کرد.